# Летнянське газоконденсатне родовище
Летнянське — газоконденсатне родовище, належить до Більче-Волицького нафтогазоносного району Передкарпатської нафтогазоносної області Західного нафтогазоносного регіону України.

## Розташування
Розташоване у Львівській області на відстані 15 км від м. Стрий. Належить до північно-західної частини Косівсько-Угерської підзони Більче-Волицької зони.

## Структура
Летнянська структура виявлена в 1981 р. Вона складена гельветськими, баденськими та сарматськими утвореннями, які значною мірою облягають розмиту поверхню юрських та крейдяних порід. По гіпсоангідритовому горизонту вона розбита поперечними тектонічними порушеннями амплітудою 20-70 м на 4 блоки: Опарський, Летнянський, Ланівський та Нежухівський.

## Технічні дані
Перший промисловий приплив газу та конденсату отримано з гельветських та мезозойських г.п. з інт. 1659—1700 м у 1984 р. Колектори — пісковики та алевроліти.
Поклади пластові, склепінчасті або масивно-пластові, тектонічно екрановані.
Експлуатується з 1987 р. Режим Покладів газовий та водонапірний. Запаси початкові видобувні категорій А+В+С1: газу — 15160 млн. м³; конденсату — 50 тис. т.